# Trzy Kopce (Schlesische Beskiden)

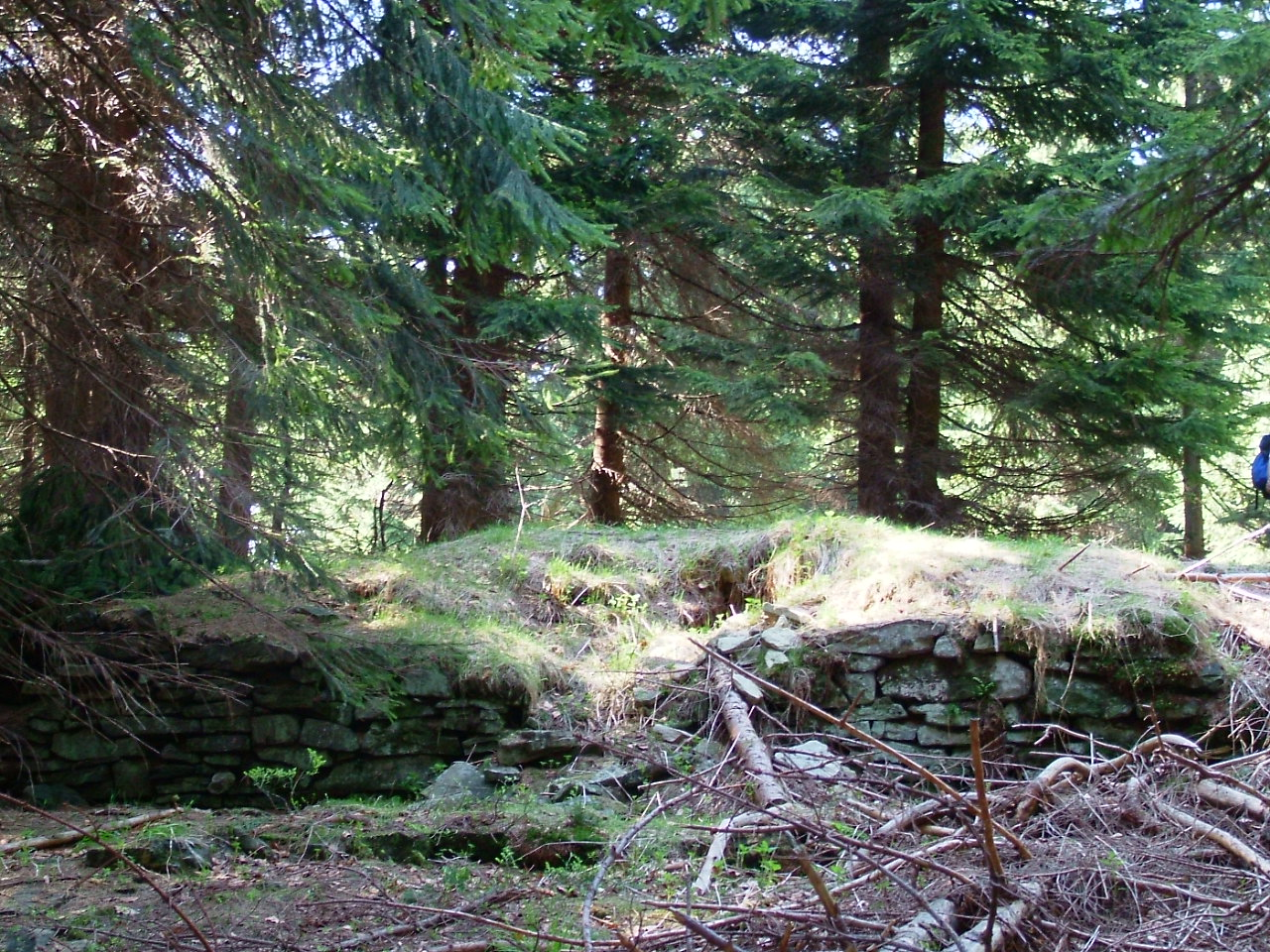
Ruinen der Berghütte

Der Trzy Kopce  (deutsch: Drei Hügel) ist ein Berg in Polen. Mit einer Höhe von 1082 m ist er einer der höheren Berge  im Barania-Kamm in den Schlesischen Beskiden. Der Berg ist ein beliebtes Touristenziel mit vielen Ausblicken auf die benachbarten Gebirge und das Tiefland. Auf dem Gipfel treffen sich die Gemeindegebiete von Brenna, Bielsko-Biała und Szczyrk, woher auch der Name herrührt. Auf dem Gipfel befand sich eine Berghütte, die im Zweiten Weltkrieg zerstört wurde.

## Tourismus
- Auf den Gipfel führen mehrere markierte Wanderwege von Brenna, Bielsko-Biała und Szczyrk.